# Nebria paradisi
Nebria paradisi är en skalbaggsart som beskrevs av Darlington 1931. Nebria paradisi ingår i släktet Nebria och familjen jordlöpare. Inga underarter finns listade i Catalogue of Life.